# 2007-es oroszországi parlamenti választás
Az Oroszországi Föderáció parlamentjének alsóháza, az Állami Duma képviselőinek soron következő választását 2007. december 2-án tartották meg.

## Előzmények
Ez volt az első olyan választás, amelyen a 2005-ben módosított választójogi törvény értelmében csak pártlistákon lehetett mandátumot szerezni, és a pártoknak a korábbi 5% helyett a szavazatok legalább 7%-át kellett elérniük, hogy parlamenti helyekhez jussanak. A törvény elvette azt a korábbi lehetőséget, hogy a pártok a választáson blokkokba tömörülve induljanak. A módosítás nyilvánvalóan a nagy pártoknak kedvezett és a kisebb pártok teljes kiszorítását eredményezte.
Az ország alkotmánya nem teszi lehetővé, hogy a Föderáció hivatalban lévő elnöke egymás után harmadszor is induljon az elnökválasztáson (2008 márciusában), ezért Vlagyimir Putyin „beleegyezett”, hogy az Egységes Oroszország Párt listavezetőjeként induljon a képviselőházi választáson. Mivel Putyin a lakosság körében igen népszerű, ez a döntés megfigyelők szerint valószínűsítette a párt nagyarányú győzelmét, Putyin további politikai szerepéről pedig találgatásokra adott alkalmat.

## A választáson részt vett pártok
(Az orosz ábécé sorrendjében)
| Sorszám | A párt neve (oroszul helyenként rövidítve)                       | A szövetségi listát vezető személyek |
| ------- | ---------------------------------------------------------------- | ------------------------------------ |
| 1.      | Oroszországi Agrárpárt (Аграрная партия России)                  | Plotnyikov – Sandibin – Brusznyikova |
| 2.      | Állampolgári Erő (Гражданская сила)                              | Barscsevszkij – Rjavkin – Pohmelkin  |
| 3.      | Oroszországi Demokratapárt (Демократическая партия России)       | Bogdanov – Szmirnov – Gimazov        |
| 4.      | Oroszországi Föderáció Kommunista Pártja (КПРФ)                  | Zjuganov – Alfjorov – Haritonov      |
| 5.      | Jobboldali Erők Szövetsége (СПС)                                 | Belih – Nyemcov – Csudakova          |
| 6.      | Szociális Igazságosság Pártja (Партия социальной справедливости) | Podberjozkin – Leszkov – Vorotnyikov |
| 7.      | Oroszországi Liberális-Demokrata Párt (ЛДПР)                     | Zsirinovszkij – Lugovoj – Lebegyev   |
| 8.      | Igazságos Oroszország (Справедливая Россия)                      | Mironov – Gorjacseva                 |
| 9.      | Oroszországi Hazafiak (Патриоты России)                          | Szemigin – Szeleznyov – Mahovikov    |
| 10.     | Egységes Oroszország (Единая Россия)                             | Putyin (egyedül szerepel a listán)   |
| 11.     | „Jabloko” Oroszországi Egyesült Demokratapárt (Яблоко)           | Javlinszkij – Kovaljov – Ivanyenko   |

### A választásból a Központi Választási Bizottság által kizárt pártok
| Sorszám | A párt neve                                  | A pártlistát vezető személyek   |
| ------- | -------------------------------------------- | ------------------------------- |
| 1.      | Zöldek Pártja (Партия зеленых)               | Panfilov – Konyegen – Szemjonov |
| 2.      | Béke és Egység Párt (Партия мира и единства) | Umalatova – Tirin – Veduta      |
| 3.      | Népi Szövetség (Народный союз)               | Baburin – Alksznyisz – Batanov  |

## Előrejelzések
A november 9–13. között elvégzett közvélemény-kutatás adatai azt mutatták, hogy az Egységes Oroszország (a válaszolók 66%-a) és a Kommunista Párt (a válaszolók 14%-a) biztosan bejut a Dumába. A botrányairól híres Zsirinovszkij LDPR-pártja (a válaszolók 6%) igen közel állt a 7%-os küszöbhöz, a Igazságos Oroszországnak (Szergej Mironov, a felsőház elnöke vezetésével) „igen kicsi” volt az esélye. A közvélemény-kutatás többi eredményéből: Agrárpárt – 3%, Jabloko – 2,5%, Jobboldali Erők Szövetsége – 1,5%, a többi párt támogatottsága nem érte el az egy százalékot.
A felmérést végző Levada-központ vezetője szerint az egyes pártok között olyan nagy a szakadék, hogy ebből a szempontból a választás „leginkább a szovjet választásokra hasonlít”. 

## A választás hivatalos végeredménye
| Sorszám | A párt neve (oroszul helyenként rövidítve)                 | Az összes leadott szavazat arányában |
| ------- | ---------------------------------------------------------- | ------------------------------------ |
| 1.      | Oroszországi Agrárpárt (Аграрная партия России)            | 2,30%                                |
| 2.      | Állampolgári Erő (Гражданская сила)                        | 1,05%                                |
| 3.      | Oroszországi Demokratapárt (Демократическая партия России) | 0,13%                                |
| 4.      | Oroszországi Föderáció Kommunista Pártja (КПРФ)            | 11,57%                               |
| 5.      | Jobboldali Erők Szövetsége (СПС)                           | 0,96%                                |
| 6.      | Szociális Igazságosság Pártja (ПСС)                        | 0,22%                                |
| 7.      | Oroszországi Liberális-Demokrata Párt (ЛДПР)               | 8,14%                                |
| 8.      | Igazságos Oroszország (Справедливая Россия)                | 7,74%                                |
| 9.      | Oroszországi Hazafiak (Патриоты России)                    | 0,89%                                |
| 10.     | Egységes Oroszország (Единая Россия)                       | 64,30%                               |
| 11.     | „Jabloko” Oroszországi Egyesült Demokratapárt (Яблоко)     | 1,59%                                |

A választási törvényben előírt 7%-os küszöböt négy párt érte el, a következő négy évben tehát az alábbi pártok képviselői lesznek jelen az Állami Dumában:
- Egységes Oroszország Párt
- Oroszországi Föderáció Kommunista Pártja
- Oroszországi Liberális-Demokrata Párt
- Igazságos Oroszország